# Alsterradio
alsterradio (auch: 106!8, Alster-Radio, alster radio; vollständig: Das NEUE alster radio 106!8 rock′n pop, Reihenfolge wechselnd) war ein von 1991 bis Frühjahr 2018 existierender privater Radiosender für Hamburg und Umgebung. Betrieben wurde der Sender von der alster radio GmbH, alleiniger Inhaber war die NWZ Funk- und Fernsehen GmbH, diese wiederum eine 100%ige Tochter der Nordwest-Zeitung.
Ursprünglich Anfang der 90er als Schlagersender gestartet, wechselte Alsterradio nach seinem ersten Betriebsjahrzehnt um die Jahrtausendwende zu einer Mischung aus Classic Rock, Rock- und Popmusik. Durch Anteilsaufkäufe im Dezember 2017 wurde Alsterradio im Frühjahr 2018 in den Nachfolger Rock Antenne Hamburg umgewandelt, der seitdem auf der Frequenz sendet.

## Empfangsbereich
Der Sender war auf der Frequenz 106,8 MHz, mit 40 kW vom Sender Rahlstedt-Höltigbaum im Hamburger Nordosten zu empfangen. Das Sendegebiet erstreckte sich in einem Radius von ca. 100 km bis in die Bundesländer Niedersachsen und Schleswig-Holstein sowie ins westliche Mecklenburg-Vorpommern. Außerdem verfügte Alsterradio über einen Sender in der Nähe von Cuxhaven (Otterndorf, 93,6 MHz 2 kW) zur Versorgung der zu Hamburg gehörenden Insel Neuwerk. Über eine eigene Cityfrequenz für die Hamburger Innenstadt auf 91,7 MHz mit 0,04 kW wurde das Fensterprogramm 917xfm ausgestrahlt.
Kabelfrequenz analog in Hamburg war 96,75 MHz. Im digitalen Kabelnetz von Kabel Deutschland erfolgte keine Verbreitung des Senders. (Stand: 22. August 2011)
Alsterradio konnte außerdem weltweit über Webradio empfangen werden.

## Geschichte
Alsterradio ging 1991 aus dem Privatsender Radio 107 hervor, der seit 1987 auf der Frequenz 106,8 MHz sendete.

Das alte Alsterradio-Logo

Bis zu seiner Umstrukturierung 1999 war der private Rundfunksender ein Schlagersender. Nach der Umstellung auf eine jüngere Zielgruppe sanken zunächst die Einschaltquoten. Der Schwestersender AllRock war nur digital zu empfangen und stellte am 30. November 2005 seinen Sendebetrieb ein.
Seit 2006 war 106!8 auch Medienpartner des FC St. Pauli. Außerdem hatte der Sender die Patenschaft für den Amateurverein DSC Hanseat übernommen, über dessen Spiele live berichtet wurde. Weiterhin war Alsterradio Medienpartner des Hallenfußball-Turniers Salzbrenner-Cup, seit 2007 Medienpartner der Hamburg Blue Devils (Football) und seit 2011 Medienpartner der Hamburg Freezers (Eishockey).
Mit 7,9 % Marktanteil war alster radio 106!8 die Nr. 2 der privaten Hamburger Radiosender im Ballungsraum Hamburg (weitester Hörerkreis: 807.000, Hörer pro Tag: 412.000).
Seit Januar 2012 war Uwe Schneider Geschäftsführer des Radios. Am 25. Juli 2012 teilte der Sender mit, sich einvernehmlich voneinander getrennt zu haben. Grund waren Differenzen über die 'weitere strategische Ausrichtung von Alsterradio 106!8'.
Im Oktober 2015 erklärten die Geschäftsführer von alster radio in einem offenen Brief, dass ihr Sender existenziell bedroht sei, da eine durch die Bundesnetzagentur durchgeführte Regulierung des Marktes für den Betrieb von UKW-Sendern die Verbreitungskosten von alster radio fast verdreifachen würde. Grund dafür sei eine möglicherweise missbräuchliche Preisstellung der Deutschen Telekom AG bzw. deren Tochter DFMG.
Im Dezember 2017 übernahm die Rock Antenne GmbH & Co. KG 49 % der Anteile an Alsterradio und im Zuge dessen alle Frequenzen, Sendeplätze und Web-Angebote sowie einen Teil der Alsterradio-Belegschaft. Am 9. April 2018 um 5:00 Uhr nahm dann Rock Antenne Hamburg offiziell den Nachfolge-Betrieb auf. Das Programmfenster von 917xfm sendete zunächst ebenfalls weiter, stellt sein Programm jedoch zum 1. Januar 2022 endgültig ein.

## Sendungen
Die alsterradio-Sendungen nach dem Stand von März 2017:
|       | Montag bis Freitag                                                      | Samstag                                                                                      | Sonntag                                                                                         |
| ----- | ----------------------------------------------------------------------- | -------------------------------------------------------------------------------------------- | ----------------------------------------------------------------------------------------------- |
| 00:00 | Die rock ’n pop Nacht 00:00 – 05:00                                     | Die rock ’n pop Nacht 00:00 – 05:00                                                          | Die rock ’n pop Nacht 00:00 – 07:00                                                             |
| 01:00 | Die rock ’n pop Nacht 00:00 – 05:00                                     | Die rock ’n pop Nacht 00:00 – 05:00                                                          | Die rock ’n pop Nacht 00:00 – 07:00                                                             |
| 02:00 | Die rock ’n pop Nacht 00:00 – 05:00                                     | Die rock ’n pop Nacht 00:00 – 05:00                                                          | Die rock ’n pop Nacht 00:00 – 07:00                                                             |
| 03:00 | Die rock ’n pop Nacht 00:00 – 05:00                                     | Die rock ’n pop Nacht 00:00 – 05:00                                                          | Die rock ’n pop Nacht 00:00 – 07:00                                                             |
| 04:00 | Die rock ’n pop Nacht 00:00 – 05:00                                     | Die rock ’n pop Nacht 00:00 – 05:00                                                          | Die rock ’n pop Nacht 00:00 – 07:00                                                             |
| 05:00 | Mehr Morgen mit Maren & AC und dem alsterradio Morgenteam 05:00 – 10:00 | rock ’n pop am frühen Sonnabend-Morgen 05:00 – 08:00                                         | rock ’n pop ganz früh am Sonntag 05:00 – 07:00                                                  |
| 06:00 | Mehr Morgen mit Maren & AC und dem alsterradio Morgenteam 05:00 – 10:00 | rock ’n pop am frühen Sonnabend-Morgen 05:00 – 08:00                                         | rock ’n pop ganz früh am Sonntag 05:00 – 07:00                                                  |
| 07:00 | Mehr Morgen mit Maren & AC und dem alsterradio Morgenteam 05:00 – 10:00 | rock ’n pop am frühen Sonnabend-Morgen 05:00 – 08:00                                         | Gott on Air – die Kirchensendung mit Artur Fischer-Meny 07:00 – 10:00                           |
| 08:00 | Mehr Morgen mit Maren & AC und dem alsterradio Morgenteam 05:00 – 10:00 | Das alsterradio Wochenende mit Martin Putz 09:00 – 14:00                                     | Gott on Air – die Kirchensendung mit Artur Fischer-Meny 07:00 – 10:00                           |
| 09:00 | Mehr Morgen mit Maren & AC und dem alsterradio Morgenteam 05:00 – 10:00 | Das alsterradio Wochenende mit Martin Putz 09:00 – 14:00                                     | Gott on Air – die Kirchensendung mit Artur Fischer-Meny 07:00 – 10:00                           |
| 10:00 | Der Tag mit Lars Lorenz 10:00 – 15:00                                   | Das alsterradio Wochenende mit Martin Putz 09:00 – 14:00                                     | Das alsterradio Wochenende mit Hannah Langhein, Kian Pfitzner oder Jonna Hoffmann 10:00 – 15:00 |
| 11:00 | Der Tag mit Lars Lorenz 10:00 – 15:00                                   | Das alsterradio Wochenende mit Martin Putz 09:00 – 14:00                                     | Das alsterradio Wochenende mit Hannah Langhein, Kian Pfitzner oder Jonna Hoffmann 10:00 – 15:00 |
| 12:00 | Der Tag mit Lars Lorenz 10:00 – 15:00                                   | Das alsterradio Wochenende mit Martin Putz 09:00 – 14:00                                     | Das alsterradio Wochenende mit Hannah Langhein, Kian Pfitzner oder Jonna Hoffmann 10:00 – 15:00 |
| 13:00 | Der Tag mit Lars Lorenz 10:00 – 15:00                                   | Das alsterradio Wochenende mit Martin Putz 09:00 – 14:00                                     | Das alsterradio Wochenende mit Hannah Langhein, Kian Pfitzner oder Jonna Hoffmann 10:00 – 15:00 |
| 14:00 | Der Tag mit Lars Lorenz 10:00 – 15:00                                   | Der Sonnabend hoch drei mit Hannah Langhein, Kian Pfitzner oder Jonna Hoffmann 14:00 – 19:00 | Das alsterradio Wochenende mit Hannah Langhein, Kian Pfitzner oder Jonna Hoffmann 10:00 – 15:00 |
| 15:00 | Der Nachmittag mit Pascal Schwenker 15:00 – 19:00                       | Der Sonnabend hoch drei mit Hannah Langhein, Kian Pfitzner oder Jonna Hoffmann 14:00 – 19:00 | rock ’n pop am Sonntag-Nachmittag 15:00 – 19:00                                                 |
| 16:00 | Der Nachmittag mit Pascal Schwenker 15:00 – 19:00                       | Der Sonnabend hoch drei mit Hannah Langhein, Kian Pfitzner oder Jonna Hoffmann 14:00 – 19:00 | rock ’n pop am Sonntag-Nachmittag 15:00 – 19:00                                                 |
| 17:00 | Der Nachmittag mit Pascal Schwenker 15:00 – 19:00                       | Der Sonnabend hoch drei mit Hannah Langhein, Kian Pfitzner oder Jonna Hoffmann 14:00 – 19:00 | rock ’n pop am Sonntag-Nachmittag 15:00 – 19:00                                                 |
| 18:00 | Der Nachmittag mit Pascal Schwenker 15:00 – 19:00                       | Der Sonnabend hoch drei mit Hannah Langhein, Kian Pfitzner oder Jonna Hoffmann 14:00 – 19:00 | rock ’n pop am Sonntag-Nachmittag 15:00 – 19:00                                                 |
| 19:00 | Der Abend mit Lilly Roberts 19:00 – 00:00                               | Der rock ’n pop Abend 19:00 – 23:59                                                          | Der rock ’n pop Abend 19:00 – 23:59                                                             |
| 20:00 | Der Abend mit Lilly Roberts 19:00 – 00:00                               | Der rock ’n pop Abend 19:00 – 23:59                                                          | Der rock ’n pop Abend 19:00 – 23:59                                                             |
| 21:00 | Der Abend mit Lilly Roberts 19:00 – 00:00                               | Der rock ’n pop Abend 19:00 – 23:59                                                          | Der rock ’n pop Abend 19:00 – 23:59                                                             |
| 22:00 | Der Abend mit Lilly Roberts 19:00 – 00:00                               | Der rock ’n pop Abend 19:00 – 23:59                                                          | Der rock ’n pop Abend 19:00 – 23:59                                                             |
| 23:00 | Der Abend mit Lilly Roberts 19:00 – 00:00                               | Der rock ’n pop Abend 19:00 – 23:59                                                          | Der rock ’n pop Abend 19:00 – 23:59                                                             |

Ein altes Logo (bis 2013 in Verwendung)

Anfangs spielte Alsterradio überwiegend Schlagermusik, später auch Oldies. 2002 wurde das Konzept verändert und auf Rock- und Popmusik umgestellt. Alsterradio spielte zuletzt eine Mischung aus Classic Rock, Rock und Pop.
Seit dem 14. November 2005 wurde montags bis mittwochs von 22 Uhr bis Mitternacht die Schnackline (bis zum Frühjahr 2006 „Chathouse“), eine Hörer-Talksendung mit dem Moderator Alex Schmidt, gesendet.
Seit Ende der 1990er gab es donnerstags auf der Cityfrequenz 91,7 MHz, die nur terrestrisch zu empfangen war, zwischen 19 und 22 Uhr ein Stadtmagazin. Anfangs hieß die Sendung Hamburg-Frequenz 91,7, danach firmierte sie unter dem Namen Citymagazin. Aufgrund des begrenzten Empfangsgebietes (s. o.) beschäftigte sich die Sendung mit lokalen Themen. Seit Januar 2008 wurde das Magazin auch nach 22 Uhr auf den übrigen Frequenzen wiederholt. Die Sendung ist inzwischen eingestellt, weil 917xfm seit Ende 2010 auf dieser Frequenz sendet. Auch wurde die Interaktivität des Programmes durch die sogenannte Schwarze Stunde erhöht, die montags bis freitags von 21 bis 22 Uhr gesendet wurde und durch den Schwarzen Sonntag, sonntags von 10 bis 16 Uhr. Dort wurden Musikwünsche der Hörer gespielt.

## 917 XFM

Das Logo von 917xfm

Zunächst als Pilotprojekt während des Reeperbahn Festivals 2010 gestartet, wurde seit dem 26. September 2010 auf der Hamburger UKW-Frequenz 91,7 MHz täglich von 6 bis 19 Uhr das Fensterprogramm 917 XFM gesendet. Laut Medienanstalt Hamburg/Schleswig-Holstein handelte es sich um ein „redaktionelles Musikradio mit qualitativ hochwertigem Wort- und innovativem Musikanteil“, dessen Programm „insbesondere neuen und unbekannten Künstlern Platz“ einräumte und „auch Musik-Genres wie Indie, Alternative, Elektro oder Jazz“ integriert sowie die „Hamburger Musik- und Clubszene abbildet“. Täglich von 19 bis 22 Uhr wurde das Programm des Senders ByteFM übernommen. Die RDS-Kennung war 9_1_7xfm. Darüber hinaus war das Programm via Kabel zu empfangen, sowie als Livestream über das Internet und über eine iPhone-App. 2011 erhielt das Programm den Hamburger Musikpreis Hans in der Kategorie „Hamburger Medienformat des Jahres“. Täglich von 19 bis 22 Uhr wurde das Programm des Senders ByteFM übernommen. Zum 1. Januar 2022 erhielt ByteFM die Rechte, durchgängig auf der UKW-Frequenz 91,7 MHz zu senden. 917 XFM existiert weiter als Webradio mit einem breitgefächerten Musikprogramm von Boney M. über R.E.M. bis zu Soul aller Dekaden.